# ハマガニ
ハマガニ（浜蟹、学名: Chasmagnathus convexus）は、十脚目モクズガニ科（旧分類ではイワガニ科）に分類されるカニの一種。東アジア熱帯・亜熱帯域の塩沼やマングローブ周辺で見られるやや大型のカニである。 分類上は1種のみでハマガニ属 Chasmagnathus を構成する。嘗てはイワガニ科ベンケイガニ亜科に分類されていたが、21世紀初頭にカニ分類の見直しが行われ、本種はモクズガニ科へ移された。

## 形態
成体は甲幅50mm・甲長40mmほどで、アカテガニやアシハラガニより大きく、モクズガニよりは小さい。甲は丸みを帯びた四角形で、縁を除いて短毛が密生する。額に明瞭な縦の溝、甲の前側縁に低い3個の鋸歯がある。鉗脚は太く発達し、表面は平滑で、左右で僅かに大きさが異なる。体や鉗脚は太くがっしりとしている割に4対の歩脚は細く、長さもそれほどではない。
体色は紫褐色-灰褐色だが、甲前面・甲側面・脚の関節・稜線が橙色で縁取られる。鋏脚は紫色だが掌部や指部は黄白色である。アシハラガニに似るが、甲が丸く短毛が目立つこと、紫色が強いこと等で区別できる。

## 生態
日本では青森県以南の太平洋側､福井県以南の日本海側、日本以外では朝鮮半島・台湾・中国南部まで分布する。日本では主に西日本で見られるが、東日本でも仙台湾や利根川等に生息地があり、1959年には青森県から記録されている。但し関東地方や仙台湾では21世紀初頭には殆ど見られなくなった。
ヨシ原やマングローブ等、汽水域上限付近の比較的植生が多く泥が固い区域に、直径10cm・深さ50cmほどの巣穴を掘る。アシハラガニやオキナワアナジャコなどの巣を利用することもある。またこのような区域に隣接した水田では、畦に穴を開けて水漏れを引き起こすこともあり、「ドテクズシ」（土手崩し）とも呼ばれる。同所的にはアシハラガニやユビアカベンケイガニ、カニ類以外ではフトヘナタリ、ナラビオカミミガイ、ムシヤドリカワザンショウ等が見られる。
潮が引いた湿地上で活動するが、夜行性が強く昼間はあまり出てこない。また冬は巣穴の奥にひそんで冬眠する。生息地に近づくと巣穴に逃げ込むが、動きはアシハラガニやユビアカベンケイガニより遅い。食性は雑食だが、主にヨシ等の植物の葉を食べる。天敵はサギ類やアライグマ等である。
抱卵期は主に12月-3月で、6月まで続く。メスは冬眠中に抱卵し、春に幼生を海へ放出する。熊本県白川では、4月の大潮の満潮時に幼生放出が多い。海へ放出されたゾエア幼生は3週間ほどの浮遊生活で4度脱皮し、変態したメガロパ幼生は底生生活へ移行し、汽水域の湿地へ定着する。

## 人間との関係
汽水域の湿地に生息するカニであり、埋立・浚渫・河川改修による生息地の消滅、あるいは環境汚染が個体群存続の脅威となる。日本では環境省の「【甲殻類】海洋生物レッドリスト（2017）」において『準絶滅危惧（NT）』に指定されている。東日本ではもともと少ない生息地がさらに減っており、千葉県では絶滅したとされている。西日本でも6県が絶滅危惧種に指定している。
- 絶滅 - 千葉県（2011年）
- 絶滅危惧I類 - 長崎県（2011年）
- 絶滅危惧II類 - 兵庫県（2003年）、徳島県（2001年）
- 準絶滅危惧 - 愛媛県（2003年）、福岡県（2011年）
- 情報不足 - 三重県（2005年）